# Wolani
Pour l’article homonyme, voir Wolani (langue).
Les Wolani sont une population de la province indonésienne de Papouasie en Nouvelle-Guinée occidentale. Au nombre d'environ 5 000 en 1992, ils sont agriculteurs et habitent dans les hautes terres centrales, dans le kabupaten de Paniai, le long des rivières Kemandoga et Mbiyandogo, au nord-est du lac Paniai. Beaucoup de Wolani sont convertis au christianisme mais comme ailleurs en Indonésie, ils conservent leur religion traditionnelle. Ils parlent le wolani, une langue du rameau des langues Wissel Lakes de la branche occidentale de la famille des langues de Trans-Nouvelle-Guinée, tout comme l'ekari et le moni.
Un ethnologue a étudié leur monnaie d'échange dans Tuer, manger, payer.